# Liparis saundersiana
Liparis saundersiana är en orkidéart som beskrevs av Heinrich Gustav Reichenbach. Liparis saundersiana ingår i släktet gulyxnen, och familjen orkidéer. Inga underarter finns listade i Catalogue of Life.